# قائمة النباتات المعروفة باسم لوتس أو لوطس

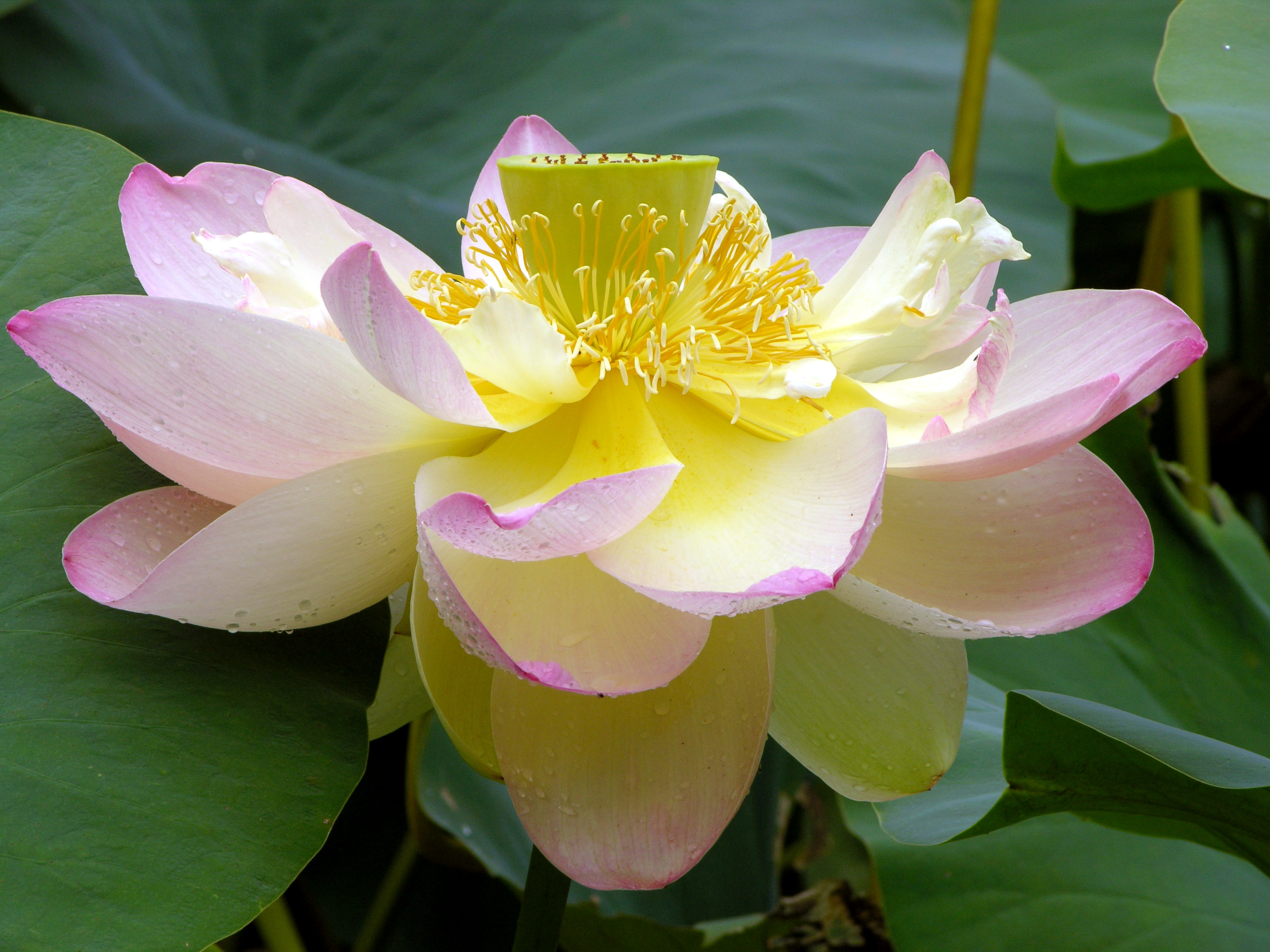
زهرة النيلم الجوزي

اللوتس (باللاتينية: Lotus) هو أسم تعرف به عدة نباتات من فصائل مختلفة:
- النيلم هو جنس من النباتات المائية ذو الأزهار الجميلة
  - النيلم الجوزي (الاسم العلمي: Nelumbo nucifera) أو اللوطس المقدس أو اللوطس الهندي
  - النيلم الأصفر (الاسم العلمي: Nelumbo lutea) أو اللوطس الأصفر أو اللوطس الأمريكي
- بعض أنواع النيلوفر (زنابق الماء أو اللوتس المصري):
  - النيلوفر الأزرق (الاسم العلمي: Nymphaea caerulea) ويعرف أيضاً باللوتس الأزرق
  - نيلوفر اللوتس (الاسم العلمي: Nymphaea lotus) اللوتس المقدس أو اللوتس الأبيض
  - النيلوفر النوشالي (الاسم العلمي: Nymphaea nouchali) ويعرف أيضاً باللوتس النجمي
- اللوطس (الاسم العلمي: Lotus) جنس نباتي أرضي من الفصيلة البقولية
- السوسيريا القنابية (الاسم العلمي: Saussurea involucrata) اللوتس الثلجي, نوع عشبي ينمو في المناطق قر جبال الهيمالايا
- الزفيزف اللوطسي (الاسم العلمي: Ziziphus lotus), هي جنبة تحمل ثمرة مأكول من جنس الزفيزف
- الخرمال اللوطسي أو الخرمندي أو التمر الخوخي أو الخرمة القوقازية أو خرمة الليلك (الاسم العلمي: Diospyros lotus), وهي شجرة تحمل ثمر مأكول من نفس جنس الكاكي

يعتبر اللوتس من الرموز الوطنية في كل من : مصر والهند وفييتنام.

## التسمية
اسم زهرة اللوتس مشتق من كلمة «لوتاز» الاسم الذي أطلقه اليونانيون على هذه النبتة، استخدم هذا الاسم لوصف بعض الأزهار، وتعتبر أزهار النيل المصرية الزرقاء وأزهار اللوتس الهندية أعضاءً في هذه العائلة عائلة زنبق الماء.

## التصنيف
تعتبر زهرة اللوتس عضوًا في عائلة ميلتن جورد وهي تتكون من نوعين مشهورين أزهار اللوتس البيضاء في الشرق، وأزهار ملونجو وهي أنواع تعيش في أمريكا وأصغر من أزهار اللوتس البيضاء، تحمل أزهارًا صفراء عطرية وشاحبة، وعلى عكس زنبق الماء الذي يطفو على السطح فإن لأزهار اللوتس ساقًا قوية.

## الوصف

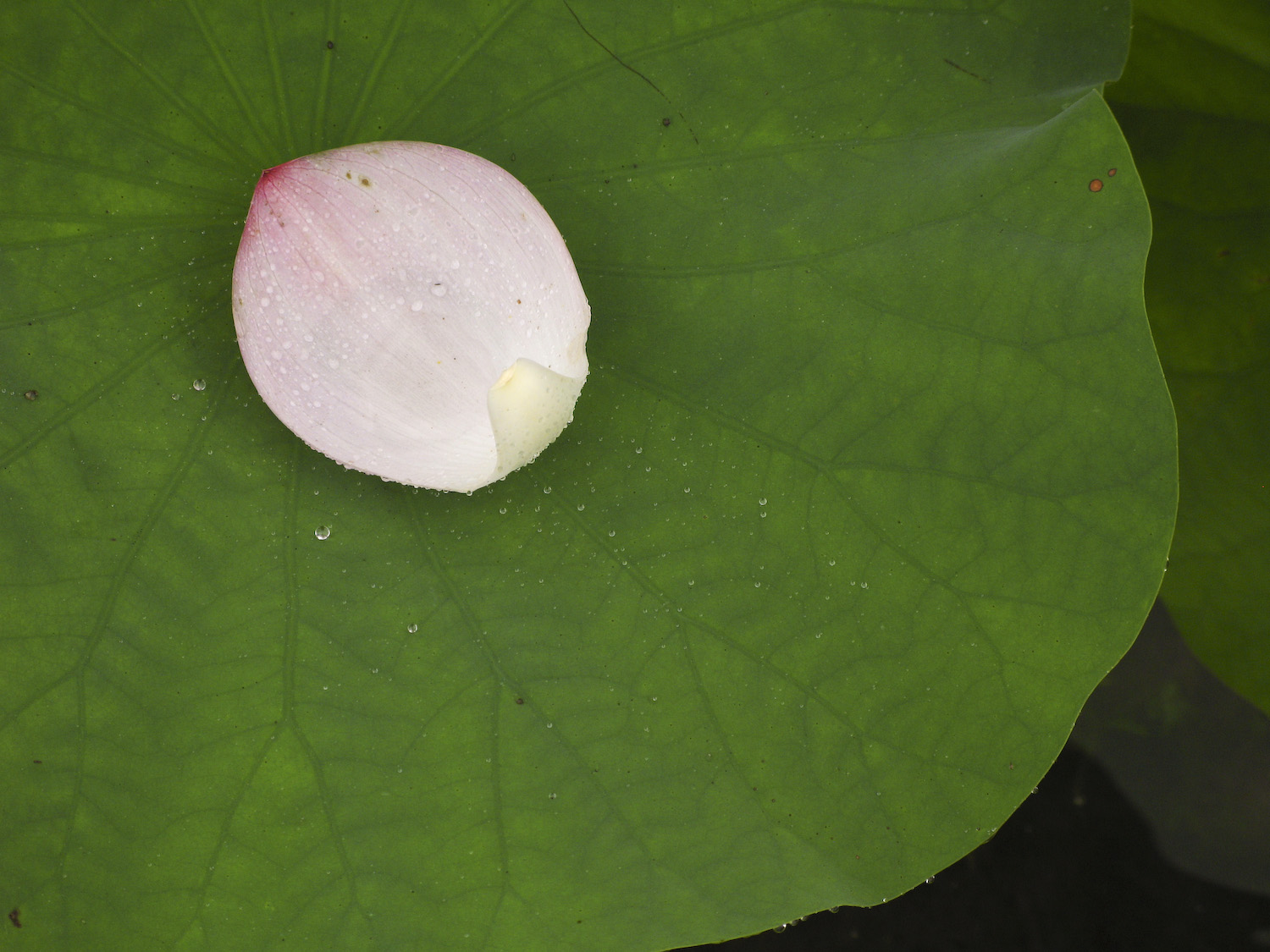
شكل البتلات والأوراق

يحمل نبات اللوتس أزهارًا كبيرة ومجوفة وبألوان متنوعة تتراوح بين الأبيض النقي والأحمر الوردي. هناك شتول أكثر غرابة قد تنتج أزهارًا ثنائية اللون لها أوراق مضاعفة، وتظهر ذلك اللون المتغير أثناء نضجها، تنمو الأزهار العطرية فوق ساق طويلة ونحيلة، تظهر فوق أوراق ناعمة تشبه مظلة مقلوبة، هذه الأقراص المسطحة ذات اللون الأخضر المزرق يمكن أن يصل قطرها إلى قدمين، وهي إلى حد ما فاتنة تشبه الأزهار التي تحمله.
كل أزهار اللوتس تزهر في النهر حيث تتفتح أزهارها عند الفجر وتقفل عند الغسق طوال خمسة أيام، عندما يولي اليوم الخمس تسقط بتلات الزهرة ليظهر مكانها قرنة خضراء لبية تنحني نحو الماء وتلقي بذورها، لتبدأ دورة حياة جديدة.

## اللوتس المصري
- وقد تم تسمية اللوتس المصري بزنابق النيل، واللوتس الأزرق، وزنابق الماء.
- تنمو نباتات اللوتس Nymphae caerul في مياه النيل وفي مياه البرك الساكنة والمستنقعات وتطفو على سطوح المياه الجارية.
- ساقها هو درنات إسفنجية القوام تثبتها الجذور التي تنمو عليها في القيعان الطينية للمياه الضحلة، وتطفو الأوراق التي يبلغ قطرها بين أربعين إلى خمسين سنتمتراً على سطح الماء.
- سطحها العلوي مغطى بطبقة شمعية ناعمة تمنع تجمع المياه فوقه.
- تزهر نباتات اللوتس المصري من بداية الربيع وحتى نهاية الخريف. وتُحملْ الزنابق بواسطة أعناق زهرية خضراء طويلة تتيح المجال للزهرة كي تطفو على وجه الماء مرتفعة عن مستوى الأوراق، وهي من أجمل الأزهار، نجمية الشكل يصل قطرها عند تفتحها التام بين خمسة عشر إلى عشرين سنتمتراً، ولها أربع أوراق كأسية خضراء من سطحها الخارجي وداخلها أبيض مزرق، ولها عدد من التويجات المتطاولة ذات النهاية المدببة واللون الأزرق المائل إلى الأرجواني.وقلب الزهرة أصفر ذهبي ينبعث منه عدد كبير من الأوراق الزهرية الشريطية الرفيعة ذات القواعد الملوّنة بالأصفر الذهبي. كل ذلك يمنح للزهرة جمالها الأخّإذ.
- ويدوم تفتح الأزهار لمدة أربعة أيام، حيث تتفتح من الصباح الباكر حتى الضحى، وتغلق تويجاتها عصراً، وتبقى مغلقة طوال الليل. وتغري رائحة الأزهار العطرة بعض أنواع الخنافس المائية للدخول إلى وسطها من أجل امتصاص الرحيق، وبذلك تساعد على تلقيحها.
- وإلى جانب زنابق النيل المصرية الزرقاء هناك الزنابق المصرية البيضاء: أزهار اللوتس البيضاء Nymphae alba وهي تنمو في مياه النيل الضحلة، أوراقها مسطحة خضراء غامقة. وعلى العكس من اللوتس المصري الأزرق تتفتح زنابق اللوتس المصرية البيضاء ليلاً، وتغلق تويجاتها قبل الظهر، وتعاود تفتحها عند الغسق، وهي تشبه في شكلها الزنابق المصرية الزرقاء، تويجاتها ملعقية الشكل ذات لون أبيض تصطف في دائرتين، وفي قلب الزهرة عدد من الأوراق الزهرية الشريطية الرفيعة لونها اصفر برّاق.
- واللوتس المصري الأبيض رمز للطهارة والنقاء، فمن نباتها الذي ينمو في الوحل تبرز وردة جميلة ناصعة البياض وهي بالرغم من جمالها لكنها لا تستطيع أن تجاري رونق وبهاء الزنابق المصرية الزرقاء الزاهية.